# Köklax kapell
Köklax kapell (finska: Kauklahden kappeli) är ett lutherskt kapell beläget i Köklax i Esbo i det finländska landskapet Nyland. Kapellet används av Esbo svenska församling som bland annat har familjeklubben i kapellet samt med Esbo domkyrkoförsamling. Byggnaden ägs av Esbo kyrkliga samfällighet.

## Historia och arkitektur
Köklax kapell ritades av arkitekten Olli Pekka Jokela och stod färdigt år 2006. Kapellet är beläget vid kanten av Esbo ås dalgång och det öppna jordbrukslandskapet, på en kulle som har varit en boplats åtminstone sedan 1100–1200-talet. Placeringen av byggnaden begränsades både av arkeologiska fynd på tomten och av de bergformationer som arkitekten ville bevara. Den stilmässigt återhållsamma byggnaden rymmer, utöver en rymlig entréhall och en kapellsal, även ett kaféutrymme vid namn Hakala-salen samt klubblokaler med tillhörande kök. Kapellet har 140 sittplatser, men genom att kombinera kyrksalen, entréområdet och Hakala-salen kan man skapa utrymme för cirka 250–300 personer.
Störtregnen på sensommaren 2023 skadade takkonstruktionerna och kapellets utrymmen. I juni 2024 berättade kyrkliga samfälligheten att reparationen av taket på Köklax kapell är slutförd.

### Konst och inventarier
Kapellsalens altarkonstverk är en dämpat färgad målning i rummets fulla bredd, med titeln Den heliga nattvarden. Motivet föreställer ett stort nattvardsbord och livets träd, som tycks fortsätta utanför rummets väggar. Konstverket är skapat av den Köklax-baserade konstnären Markku Hakuri. Textilserierna, huvudsakligen tillverkade av siden, är designade av textilkonstnären Norma Heimola. Till kapellet har också donerats ett altarskåp, särskilt avsedd för barn.
Kapellets orgel togs i bruk år 2010. Den är placerad till vänster om altaret, nära församlingen. Orgelns klangliga och strukturella förebild är den franska traditionen från senare hälften av 1800-talet, och den har byggts av det tyska orgelbyggeriet Paschen Kiel Orgelbau GmbH. Kapellets klocktorn har fyra klockor, som syns in i kyrksalen och kan spela 18 olika melodier, komponerade av kantorn Petri Koivusalo.